# M Countdown
M Countdown (엠카운트다운) ist eine südkoreanische Musiksendung, die seit 2004 von Mnet ausgestrahlt wird. Sie wird vom CJ ENM in Seoul produziert.

## Ausstrahlung
M Countdown wird donnerstags um 18 Uhr (koreanischer Zeit) im heimischen Fernsehen gezeigt. International kann die Sendung auf Mwave gestreamt werden.
Über Gigafest.smart wird M Countdown auf dem Philippinen im Stream gezeigt. Zunächst wurde die Musiksendung zwischen Januar 2021 und März 2022 auf TV5 gezeigt, wegen schlechter Quoten allerdings aus dem Programm genommen.

## Moderatoren
- Tony An und Shin So-yul (10. März 2011 – 23. August 2012)
- Lee Hong-gi (30. August 2012 – 13. Dezember 2012)
- Kim Woo-bin (15. August 2013 – 13. Februar 2014)[3]
- Ahn Jae-hyun und Jung Joon-young (27. Februar 2014 – 20. November 2014)
- Lee Jung-shin, Key, BamBam und Park Jin-young (19. März 2015 – 3. März 2016)
- Lee Jung-shin und Key (17. März 2016 – 8. September 2016)
- Key (22. September 2016 – 13. April 2017)
- Daehwi und Han Hyun-min (4. April 2019 – 4. Februar 2021)[4][5]
- Miyeon und Nam Yoon-soo (seit dem 18. Februar 2021)[5]

## M Countdown Charts
Die M Countdown Charts kombinieren unterschiedliche Faktoren, sodass am Ende eine Bestwertung von 11.000 Punkten erreicht werden kann. Berücksichtigt für die Chartermittlung sind:
- Digitale Musikverkäufe von Circle (50 %)
- Social Media und Videoaufrufe von offiziellen Musikvideos auf YouTube (10 %)
- Albumverkäufe von Circle (15 %)
- Globale Fanvotes via Mnet Plus (15 %)
- Ausstrahlung bei Mnet (10 %)
- Live-Voting (10 %, nur bei Nominierte um Platz eins)

Die Daten werden von Montag bis Sonntag erhoben. Ein Lied kann bis zu drei Mal Platz eins erreichen, danach ist das Werk nicht weiter chartberechtigt und wird aus den Charts entfernt.